# Stradey Park
Stradey Park – nieistniejący stadion rugby union w walijskim mieście Llanelli.
Pierwszy oficjalny mecz został rozegrany na stadionie 29 listopada 1879 roku, a zmierzyły się w nim zespoły z Llanelli i Neath. Na stadionie miał odbyć się pierwszy mecz Home Nations Championship 1887, na potrzeby którego wzniesiono już dodatkową trybunę. Anglicy odmówili jednak gry z powodu zmrożonego boiska, tak więc spotkanie przeniesiono na pobliski Stradey Park Cricket Ground. Jeszcze w XIX wieku gościł dwa spotkania Home Nations Championship, kolejne cztery testmecze odbyły się na nim w ostatniej dekadzie XX wieku, w tym dwa w ramach Pucharów Świata:
- Home Nations Championship 1891: 7 marca – Walia 6-4 Irlandia
- Home Nations Championship 1893: 11 marca – Walia 2-0 Irlandia
- Puchar Świata w Rugby 1991: 4 października – Argentyna 19-32 Australia
- 1998: 7 lutego – Walia 23-20 Włochy
- 1998: 21 listopada – Walia 43-30 Argentyna
- Puchar Świata w Rugby 1999: 10 października – Argentyna 32-16 Samoa.

Na stadionie zespół Llanelli RFC podejmował także zespoły reprezentacyjne Tonga, Australii, Nową Zelandię czy New Zealand Māori. Ostatni mecz na stadionie został rozegrany 24 października 2008 roku. W ciągu 129 lat istnienia obiektu rozegrano na nim ponad dwa i pół tysiąca spotkań. Rozgrywano na nim również zawody takich dyscyplin jak piłka nożna, push-ball czy rugby league. Jako domowy obiekt Llanelli RFC i Scarlets został zastąpiony przez Parc y Scarlets, na który przeniesiono zabytkową bramę oraz zegar i tablicę wyników.
Mieszczący 10 800 widzów stadion został zburzony w 2010 roku, a teren przeznaczono pod zabudowę mieszkaniową.